# Русское мессианство
Русское мессиа́нство — идея, согласно которой русский народ считается единственной силой, способной противостоять «мировому злу» и повести за собой остальной мир, включая представление о русских как о народе-богоносце. Этим подчёркивается вселенский характер русской идеи, её соборность и универсализм. Утверждается, что Россия имеет глобальное значение и важна для всеобщего христианского спасения. Мессианство свойственно русскому национализму.

## Философия
Взгляды Фёдора Достоевского по еврейскому вопросу связаны со славянофильскими корнями его мировоззрения и русским национально-религиозным мессианизмом, входящим в противоречия с еврейским мессианизмом. В восприятии Достоевского существование евреев является вызовом христианству и, в первую очередь, русскому православию. Достоевский рассматривал русских как единственный подлинный народ-богоносец, и существование еврейского народа было живым опровержением его идей. В отличие от «русской идеи» Достоевский определял «жидовскую идею» как слепую плотоядную жажду личного обогащения, житейский материализм и безнравственность.
Философ Владимир Соловьёв стремился дать объяснение русского самосознания, культуры, национальной и мировой судьбы России, российского христианского наследия и будущности, включая пути соединения народов и преображения человечества. Общий замысел Соловьёва относится к периоду, когда мыслитель разочаровался в идеях, сближавших его со славянофилами, что русский народ является носителем будущего религиозно-общественного возрождения для всего христианского мира. Доклад Соловьёва 1888 года «Русская идея» раскрывал тему «о смысле существования России во всемирной истории». Русская идея Соловьёва совпадает с идеей христианского преображения жизни, построенной на идеалах истины, добра и красоты. Для русской идеи чужда любая односторонняя этническая ориентация, в частности, вытекавшая из панславизма, в чём Соловьёв сближается с религиозно-консервативным философом Константином Леонтьевым. Соловьёв призывал к единству Востока и Запада в рамках учения о всемирной теократии. Эти формулировки соответствуют философии всеединства Соловьёва. Русская идея Соловьёва и идея Достоевского о «всемирной отзывчивости» русской души имели большое значение для развития русской философии, и, по мнению современного философа Михаила Маслина, послужила обоснованием культурного подъёма, наблюдавшегося в России начала XX века.
Ряд русских мыслителей различали национальный мессианизм и национальный миссионизм и смотрели на этот вопрос как принципиально важный для России. Так, философ Е. Н. Трубецкой утверждал, что «народов с каким-либо призванием или миссией, в частности с миссией религиозной, может быть много. Между тем народ-Мессия может быть только один. Как только мы допускаем, что народов-богоносцев, призванных спасать мир, существует не один, а хотя бы несколько, мы тем самым разрушаем мессианическое сознание и становимся на почву миссионизма». Он писал, что «русский национальный мессианизм всегда выражался в утверждении русского Христа, в более или менее тонкой русификации Евангелия». Трубецкой призывал отвергнуть «ложный» антихристианский мессианизм и понимать Россию не как «единственный избранный народ, а один из народов, который совместно с другими народами призван делать великое дело Божие, восполняя свои ценные особенности столь же ценными качествами всех других народов-братьев».
Предполагаемая эклектичная русская ментальность выражается образом святого Христофора, пользующегося особым почтением у старообрядцев. Он вышел из язычества, по легенде имел имя Репрев — «отверженный», «дурной», но он стал одним из первых ревнителей христианства. Облик этого святого связывается с предполагаемой двойственностью русской ментальности — в русской традиции он изображается в образе великана с головой собаки или волка. На стремление к очищению и покаянию «русская натура» отвечает анархией, демонизмом, витализмом. Святая сущность, построенная по образу и подобию Божию, сочетается с неокультуреностью. Так воспринимается популярный у русских религиозных философов образ народа-богоносца. Утверждается, что задача культуры для русского народа состоит в преодолении языческого начала посредством духовного роста, мессианской идеи. В рамках этой позиции любая перспектива, отличная от православного подвижничества, ведёт к духовной и нравственной деградации и возврату к витализму.
Философ Николай Бердяев в работе «Русская идея. Основные проблемы русской мысли 19 века и начала 20 века» (Париж, 1946) по существу отвергает русскую идею Соловьёва. Не отрицая христианские перспективы русской идеи, он в то же время писал о наличии собственных национальных, духовно-метафизических интересов России. Согласно Бердяеву, России не удалось принять новоевропейский гуманизм с его формальной логикой, «секулярной серединностью». Бердяев призывал двигаться вперёд к эпохе Святого Духа, к новой коммюнотарности — общественности, соборности. Бердяев утверждал, что произойдёт создание царства Антихриста, что станет одним из последних этапов истории человечества. По словам Бердяева, уже есть народы являющиеся носителями антихристианской культуры и «дьяволочеловеческой морали» — Китай и США. «После ослабления и разложения Европы и в России воцарится китаизм и американизм, две силы, которые могут найти точки сближения между собой. Тогда осуществится китайско-американское царство равенства, в котором невозможны уже будут никакие восхождения и подъёмы». Д. К. Ахтырский, обращаясь к эсхатологическим идеям ряда религиозных философов, прежде всего Владимира Соловьёва, проводит параллели с современностью: «Первое и абсолютно необходимое условие для воцарения Антихриста — объединение мира на бездуховной основе. Основным проводником бездуховной идеологии, навязывающим её человечеству, в политической сфере являются Соединённые Штаты Америки». По мнению Бердяева, в мире уже состоявшейся катастрофы только Россия как у носитель идеи духовной целостности обладает потенциалом к спасению.
Функция России в рамках данной философии понимается как противодействие античеловеческой цивилизации, прежде всего США. Если Россия приобретёт достаточно силы, она исполнит свою мессианскую задачу. Бердяева писал: «Во всем мире, во всем христианском человечестве должно начаться объединение всех положительных духовных, христианских сил против сил антихристианских и разрушительных. Я верю, что раньше или позже в мире должен возникнуть „священный союз“ всех творческих христианских сил, всех верных вечным святыням». С позиции русской религиозной философии Россия располагает достаточным потенциалом для реализации идеи народа-богоносца: творческим потенциалом, целостным сознанием, нераздельным с высшим духовным началом.
Французский историк Лоррейн де Мо, специализирующаяся на истории России, для объяснения конституции русской идеи исходит из ресентимента России из-за отношения к ней европейских стран. Россия прошла два этапа девестернизации. С 1830 года раскол между Западом и Востоком был актуализирован славянофильским дискурсом, рассматривавшим русских как авангард славян. В 1880-х годах русская идея была связана с политикой экспансии в Азии и привела к оправданию колониальных завоеваний, что исследователь называет выражением нового мессианизма с азиатским характером.
Согласно А. А. Долину, апокалиптическая направленность духовных исканий в среде русской интеллигенции XIX — начала XX века в многом способствовала усилению революционных настроений и Октябрьской революции.
По мнению Леонида Геллера, одним из первых возродил русскую мессианскую идею XIX века советский писатель Иван Ефремов, сделав это более открыто и многогранно, чем современные ему «неославянофилы». Его роман «Лезвие бритвы» (1963) впервые после длительного перерыва поставил вопрос об отношениях между Западом и Востоком. Надежда на их будущий синтез возлагалась автором на Россию (или «Советскую Россию»), ввиду её особого пограничного положения между культурами.
В 1960-е годы и особенно в период «застоя» стали развиваться самодеятельные русско-имперские мессианские идеологии, включающие как про-, так и антисоветские идеи. В первых идеологиях евреи обвинялись в «извращении» революции, во вторых — в её свершении.
Философ А. В. Гулыга в 2003 году писал: «Сегодня русская идея прежде всего звучит как призыв к национальному возрождению и сохранению материального и духовного возрождения России. Русская идея актуальна сегодня как никогда, ведь человечество (а не только Россия) подошло к краю бездны… Русская идея — это составная общечеловеческой христианской идеи, изложенная в терминах современной диалектики».

## Политическая эсхатология
Русский православный фундаментализм включает ярко выраженное политическое мессианство, восходящее к концепции «Москва — третий Рим». Проповедуется идея об исключительности России, рассматриваемой как средоточие духовной истины, добродетели и благочестия, а русские — как народ-богоносец, носитель истинной православной веры. По мнению русских православных фундаменталистов, нравственная исключительность ведёт к тому, что народ-богоносец подвергается гонениям. Утверждается, что на русской земле идёт битва между силами света и тьмы, русский народ претерпевает страдания ради добра, истины и справедливости. Патриотизму даётся метафизическое обоснование, любовь к родине и единство народа считаются святыми чувствами. Русский православный фундаментализм носит ярко выраженный государственнический характер. Залогом сохранения благочестия фундаменталисты считают единство государства, церкви и народа («народность»), поэтому они выступают за активное влияние церкви на политику, которое должно достигаться соединением её с государством. Своими врагами фундаменталисты считают как внешние, так и внутренние социальные силы и процессы.
Архимандрит Феодор (Бухарев) отводил особое место в истории «славяно-руссам», понимаемым им как народ-богоносец, хранимый Богом и Богородицей. Исторической миссией данного народа по его мнению, было «раскрыть силу православия для всех народов». В «Апокалипсисе» ничего не сказано о «славяно-руссах», однако Феодор доказывал, что Бог ожидает, что именно они распространят Истину по всему миру и преодолеют отступничество, поскольку они прочно вошли в лоно православной церкви и опираются на могущество России.
Одним из важных мест в политической эсхатологии стали слова апостола Павла об «удерживающем» (катехоне) как о силе, которая мешающей антихристу прийти в наш мир (2Фес. 2:7). К концу XIX века ряд русских священников стали считать «удерживающим» православное государство и установившийся в нём «правовой порядок». Так в русском православии сформировалась идея, что лишь русский царь способен сдерживать силы, которые влекут наступление Апокалипсиса, царь и есть «удерживающий».
Главной фигурой, связавшей апокалиптику с новыми антиеврейскими фобиями стал мистик Сергей Нилус, соединивший образ антихриста-иудея с идеей всемирного «жидомасонского заговора». Нилус использовал построения Владимира Соловьёва, только переставив акценты, что произошло в рамках корневого сходства юдофилии и юдофобии. Сионские мудрецы в изданных Нилусом «Протоколов» являются как грядущим воинством антихриста, так и мировым правительством. Получив известную подделку «Протоколы сионских мудрецов», он заявил (1917), что «тайна беззакония» окончательно раскрыта; по его словам, она связана с подрывной деятельностью «масоно-еврейских кругов». По Нилусу речь шла о «плане завоевания евреями мира, выработанном веками в рассеянии». Европа, по его мнению, была уже захвачена «масонами и евреями», а последний оплот «светлых сил» был в Святой Руси Православной, что вызывало ярость у «врагов Христовых» и их стремление покончить с Россией. В 1917 году после отречения царя Нилус заявил, что «удерживающий взят от православной среды», а, следовательно, воспрепятствовать антихристу больше некому. Он писал о наступлении «торжества вождей талмудистского Израиля над отступившим от Христа миром».
Взгляды Нилуса разделялись рядом видных церковных деятелей, включая протоиерея Иоанна Кронштадтского. Он интересовался темами конца мира и появления «беззаконника». «Удерживающим» он называл самодержца. В последние годы жизни Иоанн, потрясённый революционным террором заявлял о скором наступлении конца мира и приходе антихриста. Иоанн Кронштадтский имел большой авторитетом в народе, к его словам прислушивались верующие.
Всплеск апокалиптики после Октябрьской революции и в годы Гражданской войны охватил не только монархистов, но и более широкие массы. Особый импульс этой тенденции придал расстрел царской семьи, который сторонники эсхатологии восприняли как сознательное уничтожение «удерживающего». Виновными они объявили евреев и масонов, поскольку это отвечало их представлениям о «последних временах». Одни авторы верили в данные идеи, другие манипулировали ими с целью мобилизации контрреволюции.
В среде православных монархистов казнь царя уподобляют распятию на Голгофе, и выдвигается идея, что после его расстрела роль «удерживающего» взяла на себя сама Богородица. Евреев они считают «сатанинской силой», приближающей приход антихриста. Другие православные деятели идею Богоматери как «удерживающего» рассматривают как ересь, наделяя этой ролью «законность и порядок» или «русское государство». Так считал, например, митрополит Санкт-Петербургский и Ладожский Иоанн Кронштадтский, по мнению которого «удерживающим» является Россия в целом. Некоторые вместе с этим называют также Русскую православную церковь. В XIX веке все это считалось бы кощунством, поскольку как помазанник Божий понимался тогда император, а народ и государство не могли выступать в этой роли. Но после отречения и казни императора антихрист так и не пришёл, и вновь встал вопрос об «удерживающем». Тогда ряд священнослужителей стал рассматривать русских как «народ-богоносец». Вместе с идеей, что именно православие есть «истинное христианство», эта концепция породила представление, что «удерживающим» стала сама Россия.
Газета «Земщина» (издавалась монархистами из Союза «Христианское возрождение» в 1990—1993 годах) воспринимала как «удерживающего» не столько царя, сколько авторитарную политическую власть, пытаясь доказать, что советский строй отчасти сохранил функции «удерживающего». Это положение может рассматриваться как основная характеристика вектора развития православной политической эсхатологии в России с конца 1980-х годов.
Возвращение православия в общественный дискурс и включение в него национал-патриотов сопровождались ростом популярности эсхатологии, которая помогала осознать кризисные явления и выработать собственное понимание места России в мире. Применяется традиционалистская концепция инволюции, согласно который происходит неизбежное движение мира от золотого века к упадку и разложению, что в рамках христианской эсхатологии объясняется действием «сатанинских сил», освобождающих путь антихристу. Этим силам способен противостоять только «удерживающий», поэтому главный конфликт в мире происходит между ним и «силами зла». Новозаветный миф отождествляет последних с иудеями, что закрепила длительная богословская традиция, которая служит опорой национал-патриотам. Они стремятся найти знаки приближения антихриста почти в любой деятельности тех, кого они называют иудеями, евреями, сионистами, масонами. В число этих врагов включаются католики и протестанты, которые, согласно православным национал-патриотам, слепо следуют за иудеями в исполнении их планов.
Русская православная традиция, рассматривая русский народ как «богоносный», а Москву — как «третий Рим», исходит из идеи, что истинный христианский дух сохранило только русское православие. Это концепция противопоставляет Россию всему остальному миру, который понимается как отступивший от Бога и предавшийся разложению. В этом контексте в среде русских священников и старцев распространились мессианские пророчества, что судьба России — чудесным образом избежать царства антихриста и спасти от него весь остальной мир. Прежний лозунг «СССР — гарант мира и флагман прогрессивного развития» сменился на формулу «Россия — последний оплот христианства, препятствующий приходу антихриста». Советская борьба с «международным сионизмом» у новых православных сменилась на борьбу с «талмудистами» и «масонами», которые расчищают путь антихристу. Выступления против западного «буржуазного мира», возглавляемого США, трансформировались в декларирование сопротивления апостатам, готовящим для мира несчастья и гибель в «последние времена». С этих позиций Россия изображается последним оплотом «истинного христианства» и «удерживающим». Однако Россия, таким образом, стала пониматься как главная цель «сатанинских сил», что и создавало основу для параноидальных чувств национал-патриотов, ведущих к крайним формам ксенофобии, включая антизападничество. Возврат к традиционной православной историософии ведёт к возвращению увязанного с ней доктринального религиозного антисемитизма. Традиционалистский подход придал религиозную основу сформировавшемуся ранее советскому «антисионизму». Получила популярность также идея православной монархии, следующая из функции «удерживающего», поскольку речь идёт не столько о политической власти, сколько о религиозной миссии спасения мира от сатанинских сил. Фундаменталистский подход к православию делает политический фактор функцией религиозного, наподобие тому, как в исламе религия не отделена от политики.
Постсоветская политическая эсхатология заимствовала из эмигрантской религиозной историософии интерпретационные схемы, которые стали применяться для осмысления событий смены режима в СССР. Одним из главных методов «работы с эмпирическим материалом» в данном контексте является обнаружение «духовных смыслов», сводящихся к тому, что в авторитарная, в идеале — монархическая, форма управления Россией считается инструментом Божьего попечения о спасении избранных людей в условиях воцарения антихриста. Конфронтационная идеология советской пропаганды, предлагавшая трактовку внешней политики, имеет близость к современной религиозной политической эсхатологии. Бывшими советскими людьми, воспитанными в атмосфере подозрительности или ненависти к Западу, привычно воспроизводится образ «естественного врага» родины и нации. Эта ситуация является причиной того, что многие российские коммунисты и посткоммунисты становятся фактическими союзниками православных монархистов. И те, и другие понимают СССР как «удерживающего» — силу, мешавшую США и их союзникам везде в мире навести свой порядок.
Митрополит Санкт-Петербургский и Ладожский Иоанн (Снычёв) в газете «Советская Россия» опубликовал статью «Тайна беззакония» (1992), в которой утверждал, что евреи с древнейших времён стремятся к «мировому господству». «Удерживающим» он считал Россию и «православное государство». Иоанн писал о надеждах иудеев на приход Мессии, от которого ими ожидалось восстановление своего царства и получение «мирового господства». Со времён разгрома царств Израиля и Иудеи ассирийцами иудеи берегли свою «национальную исключительность» и позднее затаили злобу на Христа за развенчивание их «богоизбранности». Их орудием являются тайные организации, которые ведут к развалу национальных государств и уничтожению христианства с целью установить власть мирового диктатора — антихриста. Россия и её крепкое православное государство после отпадения Запада от христианства остались последним оплотом в противостоянии «тёмным силам». Иоанн верил в наступление «последних времён» и писал об апостасии в России. Версия «Апокалипсиса» Иоанн Снычёва основывалась на «Протоколах сионских мудрецов»
В июне 1992 года священник Дмитрий Дудко поставил вопросы о конце света и «богоносности» России, против которой, по его мнению, пошёл весь мир, подстрекаемый Синедрионом. Обращаясь в теме миссии России в мире, он вначале отсылал к пророчеству Достоевского, а не к отцам церкви. Он утверждал, что антихрист ещё не пришёл, поскольку ещё есть «удерживающий». Он считал, что это сама Россия, позднее указывал на русских старцев, в том числе Серафима Саровского.
Идею «удерживающего» передаёт антология «Россия перед Вторым пришествием» (несколько изданий с 1993), составленная православным монархистом Сергеем Фоминым, наиболее популярное православное издание, посвящённое эсхатологическим ожиданиям. Фомин был сторонником идей Сергея Нилуса. Как и последний, он разделял подлинность «Протоколов сионских мудрецов». В книге делались попытки доказать, что падение царской России произошло по вине евреев и безродности русской интеллигенции, и лишь русский царь был способен удержать мир от прихода антихриста. По этой причине «талмудисты» и совершили «ритуальное» убийство царской семьи. Оплотом «истинного христианства» была названа Россия, которой суждена роль главного препятствия на пути антихриста. Давались ссылки на мнения авторитетов из русских священников, которые считали «удерживающим» Российскую церковь и Российское государство. В книге продвигалась идея справедливости претензий России на византийское наследство, в том числе на обладание Константинополем, Сирией и Палестиной.
Ультранационалистическая газета «Русский вестник» в связи с вопросом казни царской семьи стремилась доказать, что русский народ любил царя, не изменял ему и не ответственен за его гибель. «…сам народ оказался на голгофе насилия иудо-масонской власти», а царя свергла «иудо-масонская закулиса». Газетой ежегодно в июле отмечался юбилей трагической гибели царской семьи, его убийство безоговорочно называлось «ритуальным». Убийство царской семьи уподоблялось распятию Христа, утверждалось, что царь по собственной воле принёс себя в жертву ради русского народа и теперь молит Бога о спасении русской земли. Российская империя идеализировалась, царь назывался «удерживающим» (2001, 2011).
Сотрудники православного веб-сайта «Русская линия» (2002), включая главного редактора Сергея Григорьева, утверждали, что лишь русский народ способен противостоять царству антихриста, а в будущем неизбежно столкновение на религиозной почве Израиля и православной России.
На конференции «Эсхатологическое учение Церкви», проходившей в Даниловом монастыре 14-17 ноября 2005 года сторонник русского национализма Егор Холмогоров утверждал, что современное богословие пренебрегает «политической эсхатологией», а это ведёт к потере историей всякого смысла. «Удерживающий» отождествлялся им то со «всем тем, что проникнуто Божиим благословением», то с сильным государством. «Тайна беззакония» понималась им как «аномия», отсутствие порядка. Антихриста он видел «еврейским Машиахом», спасти от которого человечество способна лишь «Святая Русь» в лице её элиты.
Экономист Олег Платонов, считающий своей целью «разоблачение» «заговора масонов и иудеев», которые стремятся к мировому господству, утверждает, что «только опираясь на Новый Завет… можно победить иудаизм и масонство». Платонов считает себя продолжателем дела митрополита Иоанна (Снычёва), по его словам, рассказавшего ему о «богоборчестве иудеев» и «вредоносности Талмуда». Митрополит поддержал его борьбу с «тайной беззакония» и дал благословение на продолжение исследований «тайных сил иудаизма, масонства и сатанизма». Этот подход сводит историю человечества к борьбе иудаизма и христианства. Запад уже покорился иудаизму, тогда как истинное христианство хранит лишь русское православие, в чём заключена причина несовместимости «русской цивилизации» с «западной» — «иудейско-масонской», которая является «воплощением Сатаны». В наши дни человечество вступило на последнюю ступень земного существования, далее последует предсказанный Писанием приход антихриста. Платонов исходит из идеи инволюции и определяет современность как «мировую духовную катастрофу» человечества, оставившую в прошлом «золотой век». Люди оказались недостойны спасительной жертвы Христа. Мир вступил в эпоху апостасии и события, которые предсказал Иоанн Богослов, вскоре свершатся. Вокруг наблюдаются лишь буйство «сатанинских сил» и «тайна беззакония». Только «удерживающий» в лице России, возглавляемой православным монархом до времени мешал проходу «сил зла».
Монархический публицист Михаил Назаров резервировал роль «удерживающего» за Россией, поскольку в Священном Писании о ней и её исторической миссии ничего не сказано. Он связывал это с православной проповедью Евангелия во всём мире в предапокалипсические времена, заменяя христианскую проповедь православной, а предсказанное быстрое возрождение церкви — на возрождение России. По его мнению, если антихрист до сих пор не пришёл, за это нужно благодарить русский «богоносный народ», в первую очередь его «остаток» — праведников. Там, где в пророчествах обычно понимаются христиане, он говорил о православных, считая, что других истинных христиан в мире не осталось. Назаров изображал Россию богоносной и уподоблял её Христу: в XX веке она взошла на свою Голгофу, была распята и принесла искупительную жертву. По этой причине ей предстоит воскреснуть.
Последователем Назарова был Константин Душенов, монархист, позиционировавшийся как идеолог «русского национально-освободительного движения» имперской и православной направленности. Он публиковал на портале «Русской народной линии» статьи на тему современной политики, где связывал «русофобию и христоненавистничество» с либералами и демократами. Последних он считал злейшими врагами русского народа и призвал к борьбе за переход государственной власти в «русские руки». Современный период истории, с его точки зрения, является подготовительным для перехода к «православной монархии», но перед введением этой монархии он предрекал Третью мировую войну, которая приведёт к восстановлению Российской империи и присоединению Константинополя. Врагами Душенов называл «международных банкиров и иудейских ростовщиков». Он советовал опираться на радикальную молодёжь и отказаться от толерантности, фактически призывая «убивать своих врагов». Свои взгляды автор обосновывал ссылками на «Протоколы сионских мудрецов». Идеология Душенова включает все основные термины и понятия православного эсхатологического мифа: «Нам нужна Священная Империя во главе с Помазанником Божиим, готовая осознанно исполнять свою промыслительную миссию Третьего Рима — драгоценного ковчега „последних времён“, самоотверженного хранителя спасительных истин Христовой веры пред лицом сатанинской апостасии, глобальных военно-политических катастроф и грядущего антихриста». Если учитель Душенова митрополит Иоанн говорил о «покаянии и смирении», то Душенов апеллировал к «геополитике апокалипсиса» и считал, «взлёт русской славы и мощи» невозможен без военных баталий, включающих войну против евреев, по его словам, захвативших власть над миром. Стремясь к соединению геополитики и апокалиптики, он заявлял о «столкновении цивилизаций» и рассматривал Россию как «сердце мира». «Удерживающий» изображался геополитическим «сердцем мира», «Хартлендом», которому предстояла схватка с США.

## Другие направления
Британский теософ Элис Бейли, одна из основателей нью-эйдж, в рамках которого ожидается наступление эры Водолея, предоставляла России особое место в обновлённом мире. По её мнению, именно из России должна прийти новая общечеловеческая религия, которая зальёт человечество «Солнцем Правды».
Русский мессианизм в рамках «арийской» идеи включает представления о русских как первопредках всего человечества или «белой расы», творцах культуры и всех ранних цивилизаций. Русские мессианские идеологии уже с конца 1960-х годов дополнялись новой конструкцией, ранее не имевшей прецедента в истории русской мысли — расово-цивилизаторской версией русского мессианства. Согласно этой идее, русский народ стал предметом экзистенциальной ненависти («русофобии») евреев, потому что древние предки русских — «первые индоарии»- много тысячелетий назад создали основы богатой языческой культуры, изначально противостоявшей ущербной иудейско-христианской цивилизации. Создатели русско-арийского мессианского мифа вдохновлялись перспективой возрождения этой культуры в России, миссия которой, по их мнению, заключалась в оздоровлении всего человечества, страдающего под игом правящего на Западе иудео-христианства. Русско-арийский миф с его направленностью против «иудео-христианской цивилизации» стал новой мифологией нацистского типа.
«Арийская» идея ставит перед Россией задачу построения аналога Четвёртого рейха, новой «арийской» империи мирового масштаба. Русский арийский миф отвергает любые территориальные споры, поскольку русский народ изображается абсолютно автохтонным на всей территории Евразии.
Газета «Русский порядок» «Русского национального единства» (РНЕ) писала о том, что под созвездием Рыб находится иудейский народ, а под знаком Водолея — русский народ, носитель Провидения, которому суждено победить мировое зло и спасти человечество (1993). Александр Баркашов, руководитель РНЕ, провозглашал начало Эры России, которая сперва проявится в «наведении порядка» в самой России, затем Россия получит мировое господство. Русский народ является народом-богоносцем, а евреи — богоборцами, воплощением абсолютного зла, Дьявола. Они, по его утверждениям, устроили геноцид русского народа после 1917 года. «Россия возрождается сегодня не как „общее экономическое пространство“, а как метафизическая сущность — проявленный в мире оплот Бога, для последней схватки с абсолютным злом — дьяволом и его порождением — химерической, богоборческой западной цивилизацией во главе с Израилем и США».
Лидер Народной национальной партии Александр Иванов (Сухаревский) писал: «Мы, русские, изначально были учителями и вождями всех белых народов и цивилизаций. Все белые народы находятся с нами в родстве, и нам необходимо вернуть себе эту первую нашу роль — роль учителей». Он призывал сбросить владычество «богоизбранных» финансистов и возродить «Великую Русь на 3000 грядущих лет».